# Castello di Rheinsberg
Il castello di Rheinsberg (in tedesco Schloss Rheinsberg) è un edificio posto nel centro della città tedesca di Rheinsberg, nel Land del Brandeburgo.
Importante esempio dello stile architettonico detto «rococò federiciano», è posto sotto tutela monumentale (Denkmalschutz), così come il suo parco (Schlosspark).

## Storia
Il nucleo originario del castello risale al 1566, ma a partire dal 1734 l'edificio venne ampliato e trasformato in residenza per il principe ereditario Federico, inizialmente su progetto di Kemmeter, al quale subentrò dal 1737 al 1740 Knobelsdorff.
Dal 1762 al 1767 gli interni vennero ridisegnati in stile neoclassico da Langhans e Hennert per il principe Enrico. Nel 1786 seguirono ulteriori modifiche da parte di Boumann il Giovane, che costruì anche i padiglioni d'angolo che inquadrano la facciata dal lato orientale.
Il parco (Schlosspark) venne realizzato in forme geometriche da Knobelsdorff e Sello a partire dal 1734; in seguito venne modificato da Hennert in forme paesaggistiche.

## Caratteristiche
L'edificio ha pianta in forma di «U», con la facciata principale posta sul lato est – verso la città – e la corte d'onore sul retro, in direzione del lago Grienerick e chiusa da un colonnato. Le due ali laterali sono concluse da due torri simmetriche a pianta circolare.
Gli interni sono riccamente decorati e affrescati.
Il parco (Schlosspark) è posto sulla riva meridionale del lago e contiene svariati elementi architettonici (fra cui il Salon, un piccolo padiglione originariamente pensato come Orangerie) e gruppi scultorei.

## Galleria d'immagini

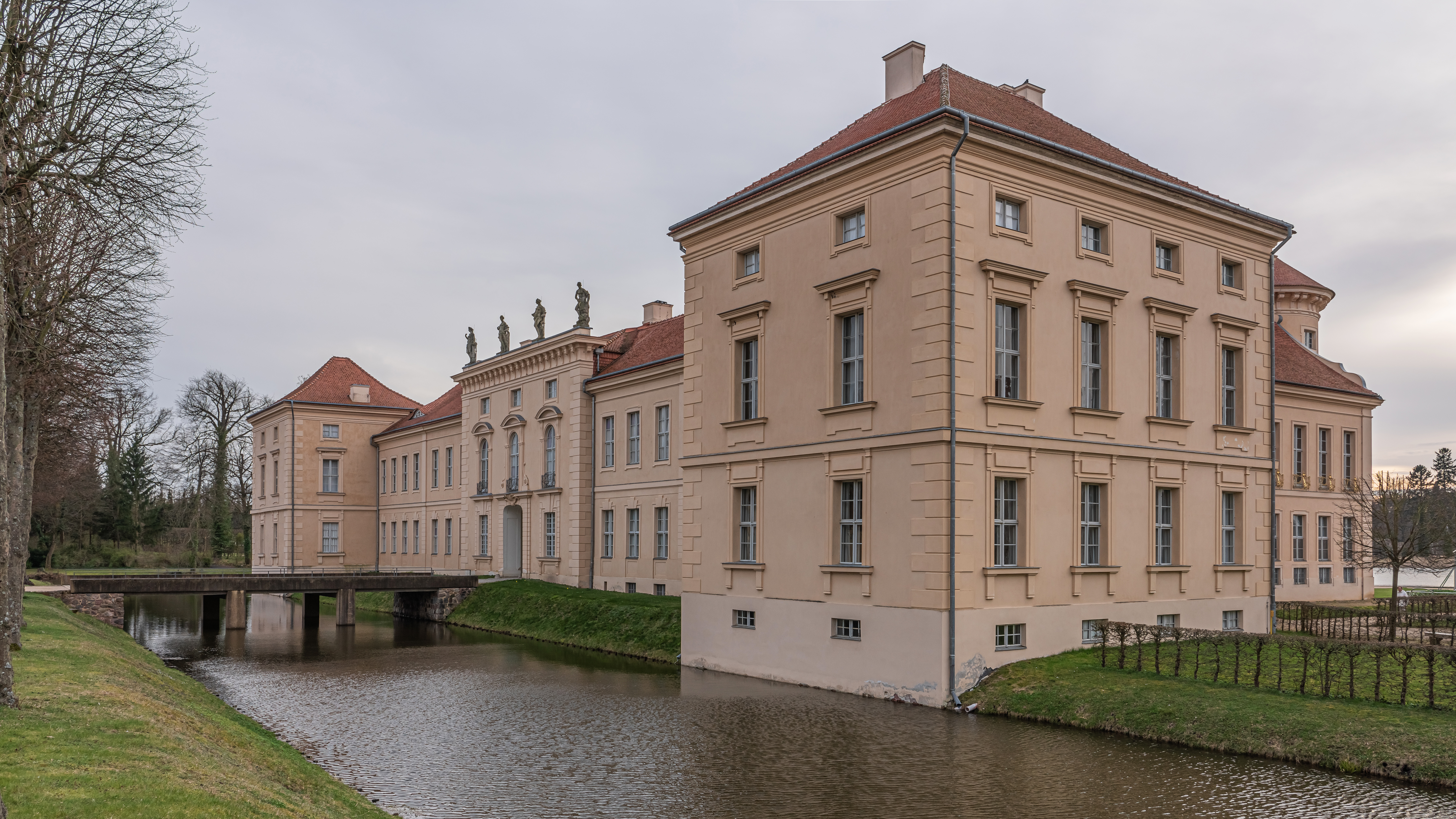
La facciata orientale
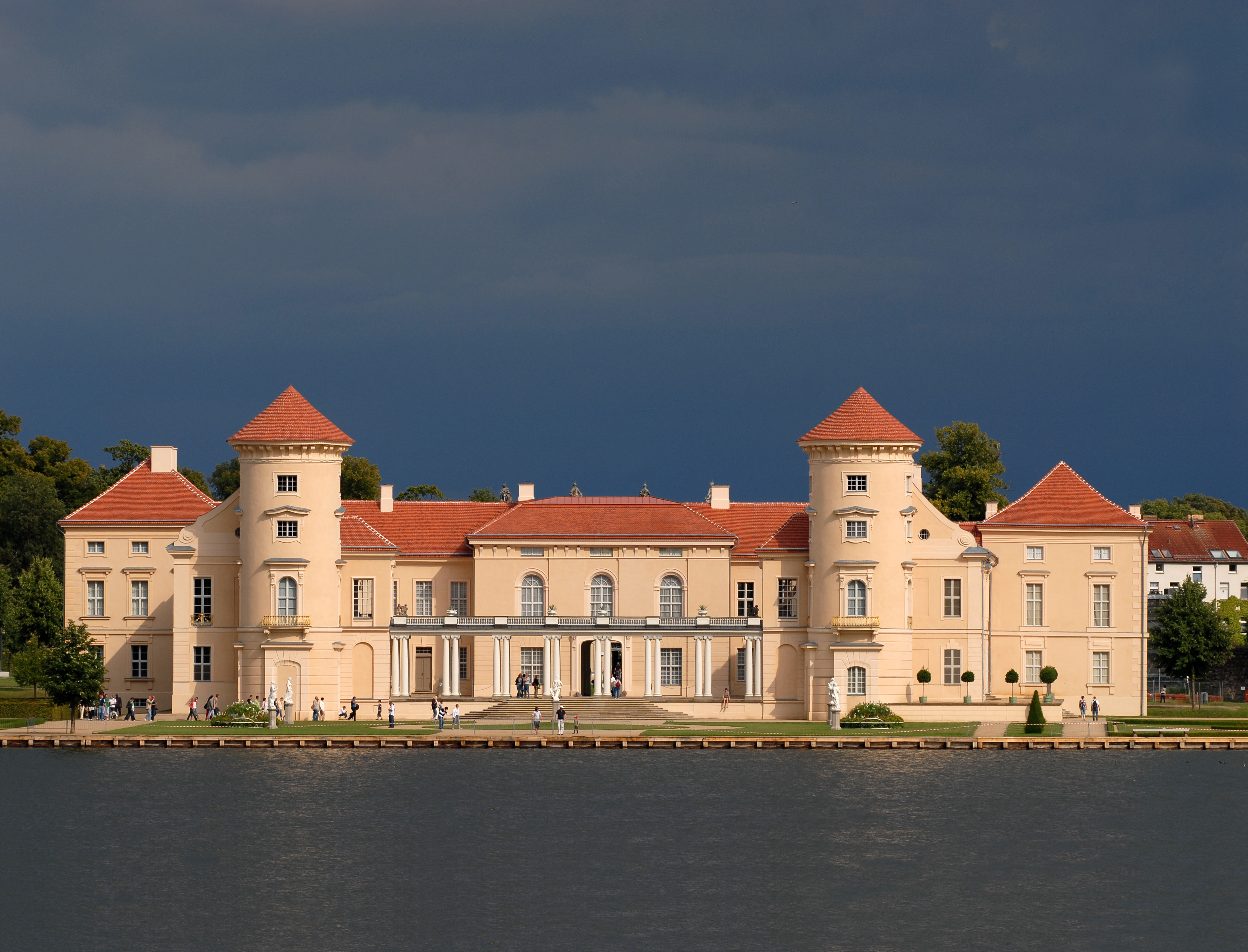
Il castello visto dal lago
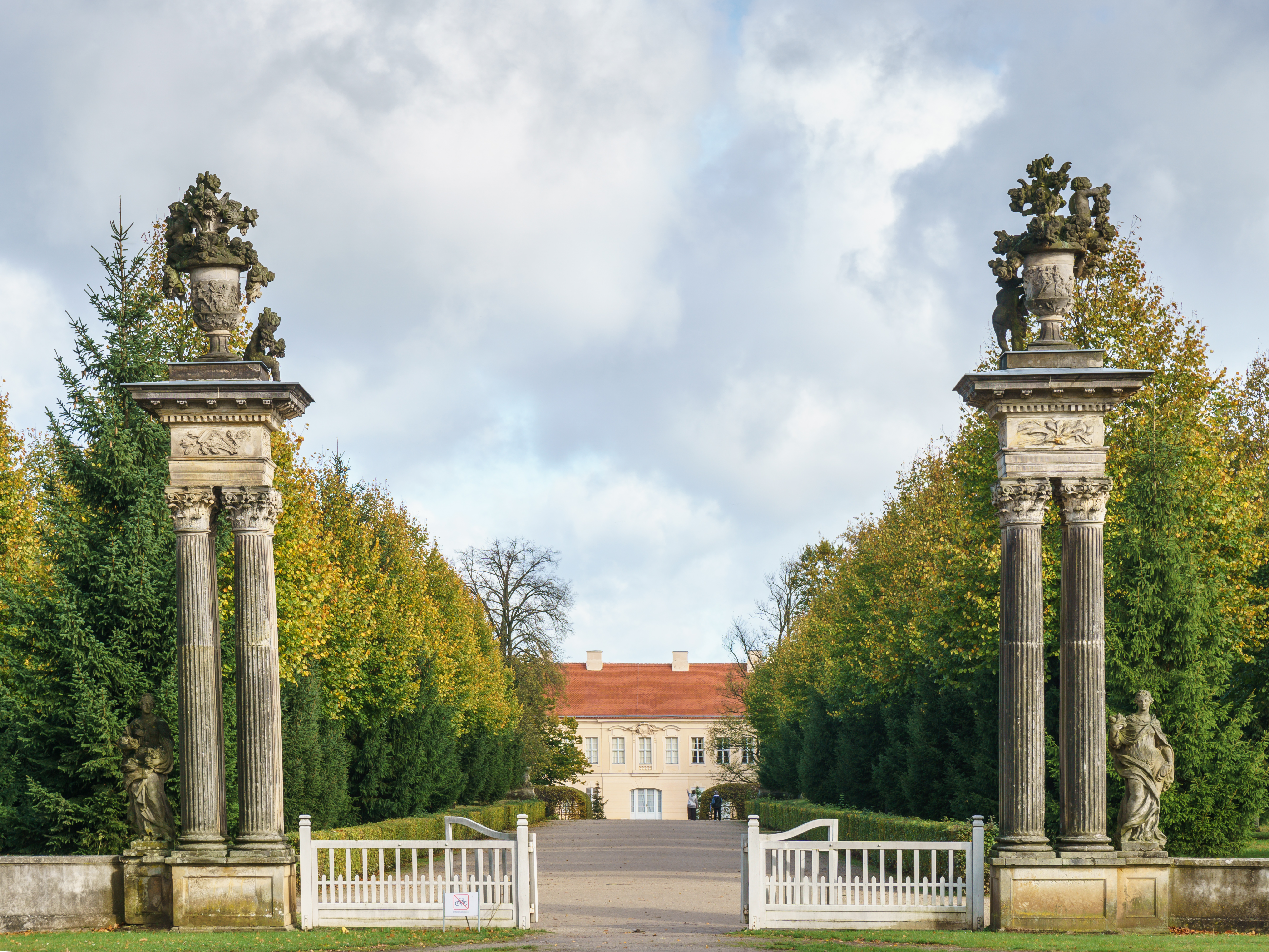
Il viale d'accesso
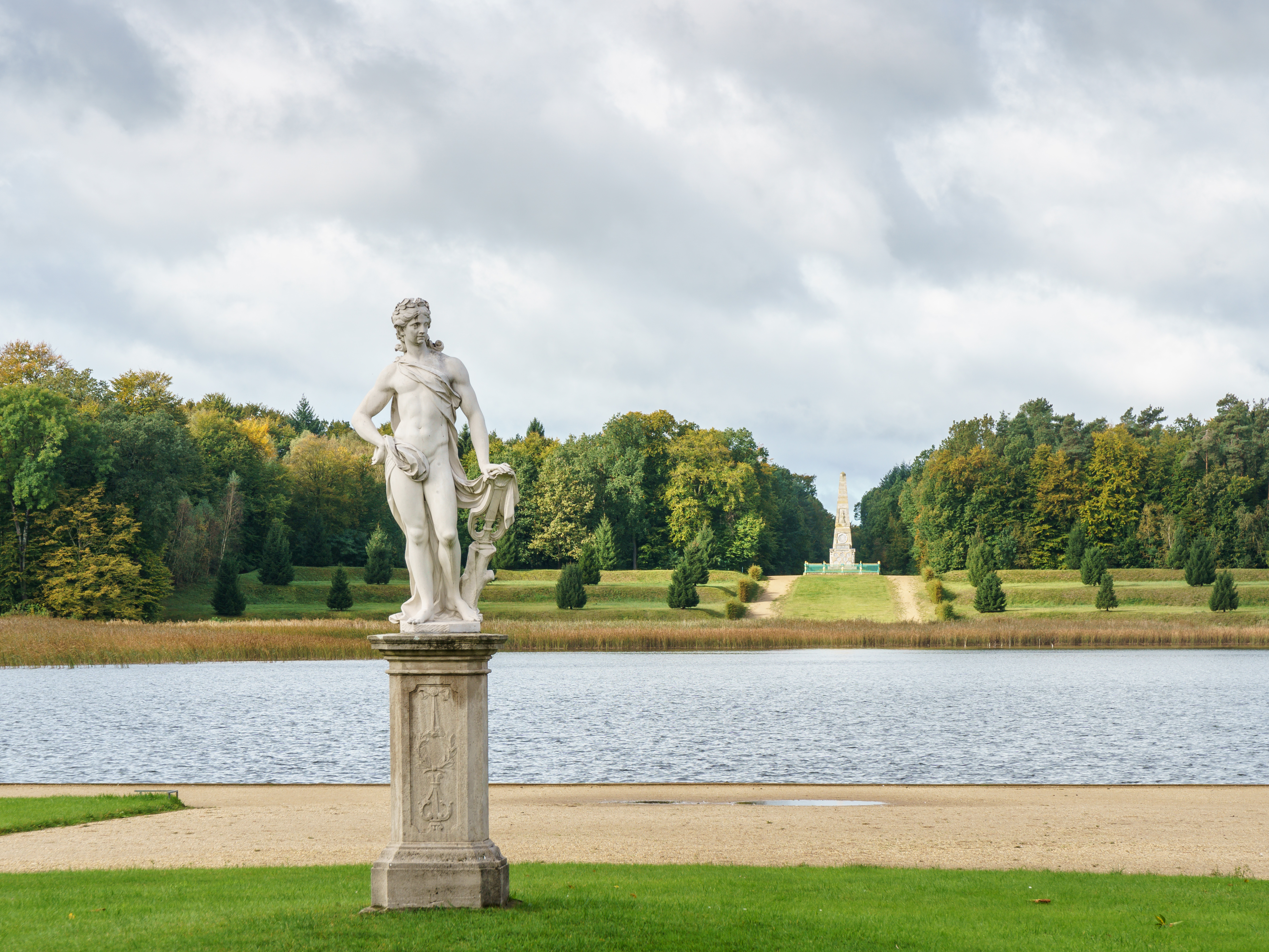
Vista dal castello verso il parco
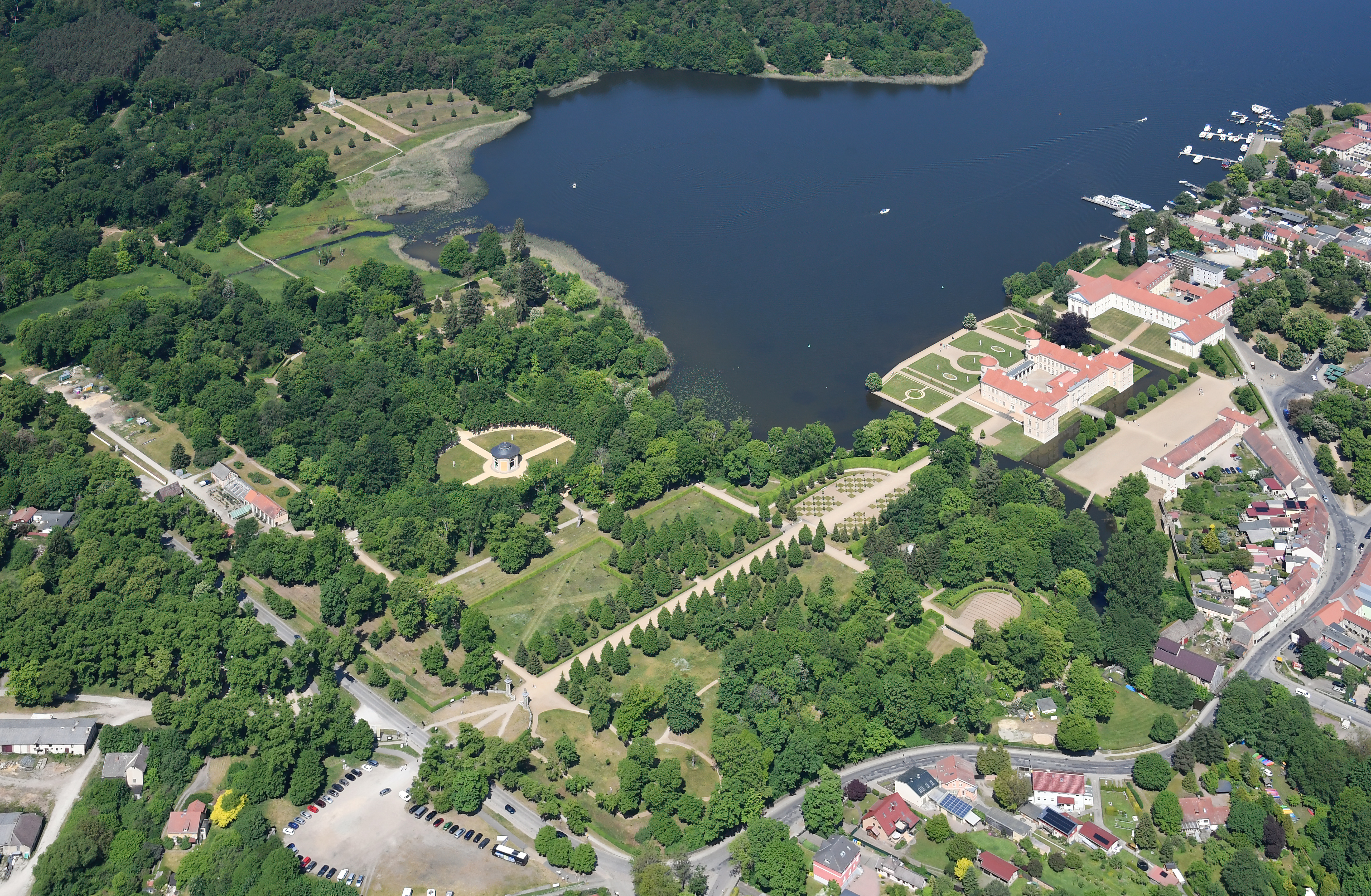
Vista aerea del castello e del suo parco

### Fonti
- (DE) Institut für Denkmalpflege der DDR (a cura di), Die Bau- und Kunstdenkmale in der DDR. Bezirk Potsdam, Berlino (Est), Henschelverlag Kunst und Gesellschaft, 1978,  pp. 237-239, ISBN non esistente,  IDN 780407032, su d-nb.info..
- (DE) Ingrid Bartmann-Kompa, Aribert Kutschmar e Heinz Karn, Architekturführer DDR. Bezirk Potsdam, 1ª ed., Berlino (Est), VEB Verlag für Bauwesen, 1981,  pp. 86-87, ISBN non esistente,  IDN 820208957, su d-nb.info..

### Testi di approfondimento
- (DE) Claudia Sommer, Schloss Rheinsberg, a cura di Stiftung Preussische Schlösser und Gärten Berlin-Brandenburg, 2ª ed., Berlino, Deutscher Kunstverlag, 2012, ISBN 978-3-422-04007-6.